# Epiphany (canção de Taylor Swift)
"Epiphany" (estilizada em letras minúsculas) é uma canção da cantora e compositora estadunidense Taylor Swift, gravada para seu oitavo álbum de estúdio Folklore (2020), lançado em 24 de julho de 2020 através da Republic Records. A faixa foi composta pela intérprete com o auxílio do produtor Aaron Dessner, com produção assinada por ambos. "Epiphany" homenageia os serviços prestados pela linha de frente ao combate a pandemia de COVID-19, em uma composição derivada do chamber pop e música ambiente que consiste em uma linha lenta de piano, cordas cinematográficas e metais uivantes.
Swift se solidariza com médicos e enfermeiras em "Epiphany", que atendem os afetados apesar de seu trabalho angustiante e do trauma mental que enfrentam ao lidar com a perda de vidas humanas, correlacionando a situação moderna com a angústia emocional e exaustão física dos soldados da Segunda Guerra Mundial, especialmente seu avô veterano, Dean. Após o lançamento, "Epiphany" recebeu críticas positivas de críticos musicais, muitos dos quais elogiaram a emoção, os temas, as letras da música e a habilidade vocal de Swift, embora alguns achassem seu ritmo lento e produção sonolenta. A canção alcançou a posição cinquenta e sete na Billboard Hot 100 dos Estados Unidos e alcançou o topo das paradas em países como Austrália, Canadá e Cingapura.

## Antecedentes e composição

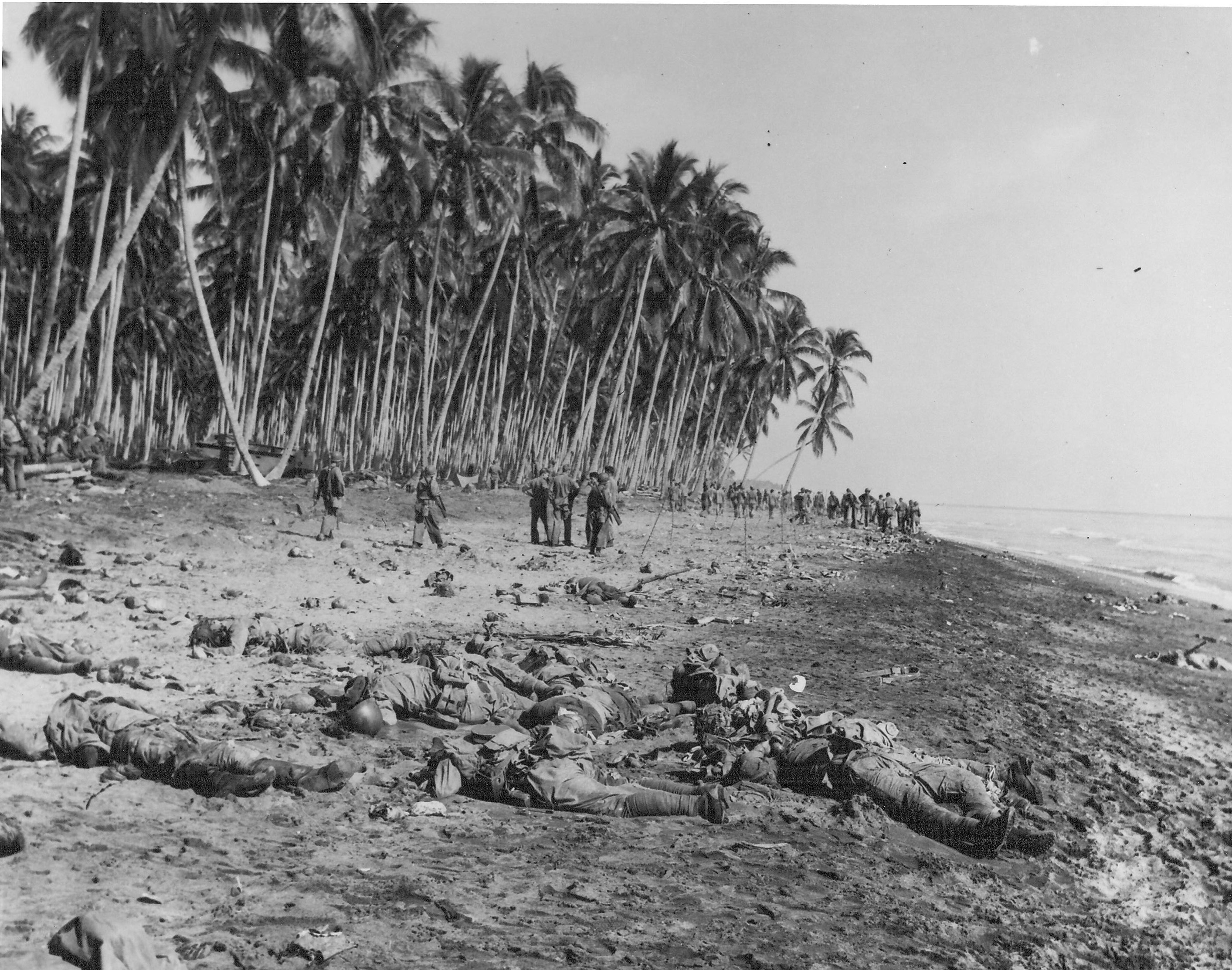
Em "Epiphany", Swift menciona soldados feridos e traumatizados rastejando pelas praias de Guadalcanal durante a Segunda Guerra Mundial.

O álbum Folklore foi desenvolvido por Swift como invenções de imagens mitopéicas em sua mente, resultado de sua imaginação "correndo solta" enquanto se isolava durante a pandemia de COVID-19. Um desses visuais era de seu avô paterno Dean, que lutou na Batalha de Guadalcanal, uma campanha militar estadunidense contra o Império do Japão, travada entre 7 de agosto de 1942 e 9 de fevereiro de 1943 durante a Segunda Guerra Mundial. A música também visualiza “mãos dadas no plástico”, em referência aos protocolos de quarentena que foram seguidos na pandemia. Esses dois conceitos formaram o conceito central da “Epiphany”.

[Dean] nunca falou sobre isso , nem com seus filhos, nem com sua esposa. Ninguém soube do que aconteceu lá. Então tentei imaginar o que aconteceria para que você nunca pudesse falar sobre alguma coisa. Percebi que há pessoas agora fazendo uma pausa de 20 minutos entre os turnos em um hospital e que estão passando por um trauma sobre o qual provavelmente nunca vão querer falar. Eu apenas pensei, esta é uma oportunidade para talvez contar essas histórias.— Taylor em entrevista para a Vogue sobre o conceito da faixa. Vogue
Swift escreveu "Epiphany", enquanto Aaron Dessner compôs seus instrumentais e produziu a faixa. Em 23 de julho de 2020, Swift anunciou Folklore e revelou sua lista de faixas, onde "Epiphany" era a décima terceira faixa da lista. O álbum foi lançado em 24 de julho de 2020. Como referência à música, uma foto de Dean também é apresentada no vídeo musical de "Cardigan".

## Estrutura musical e conteúdo lírico
Para mim, é como uma enfermeira, um médico ou um profissional da área médica, onde a faculdade de medicina não o prepara totalmente para ver alguém falecer ou apenas para as coisas emocionais difíceis que você encontrará em seu trabalho. No passado, os heróis eram apenas soldados. Agora eles também são profissionais médicos. Para mim, essa é a missão subjacente da canção. Há algumas coisas que você vê que são difíceis de falar. Você não pode falar sobre isso. Você apenas dá testemunho deles.— Dessner descrevendo a faixa para a Vulture. Vulture
"Epiphany" é uma música derivada do chamber pop e elementos de música ambiente, com piano glacial, metais uivantes e orquestrais. Dessner afirmou que imaginou "sons glaciais islandeses com acordes dilatados e esse sentimento quase clássico" quando Swift descreveu a ideia do som que ela queria para "Epiphany". Portanto, Dessner desacelerou composições de diferentes instrumentos e as inverteu para criar uma "pilha gigante de harmonia", e adicionou piano para um tropo cinematográfico.

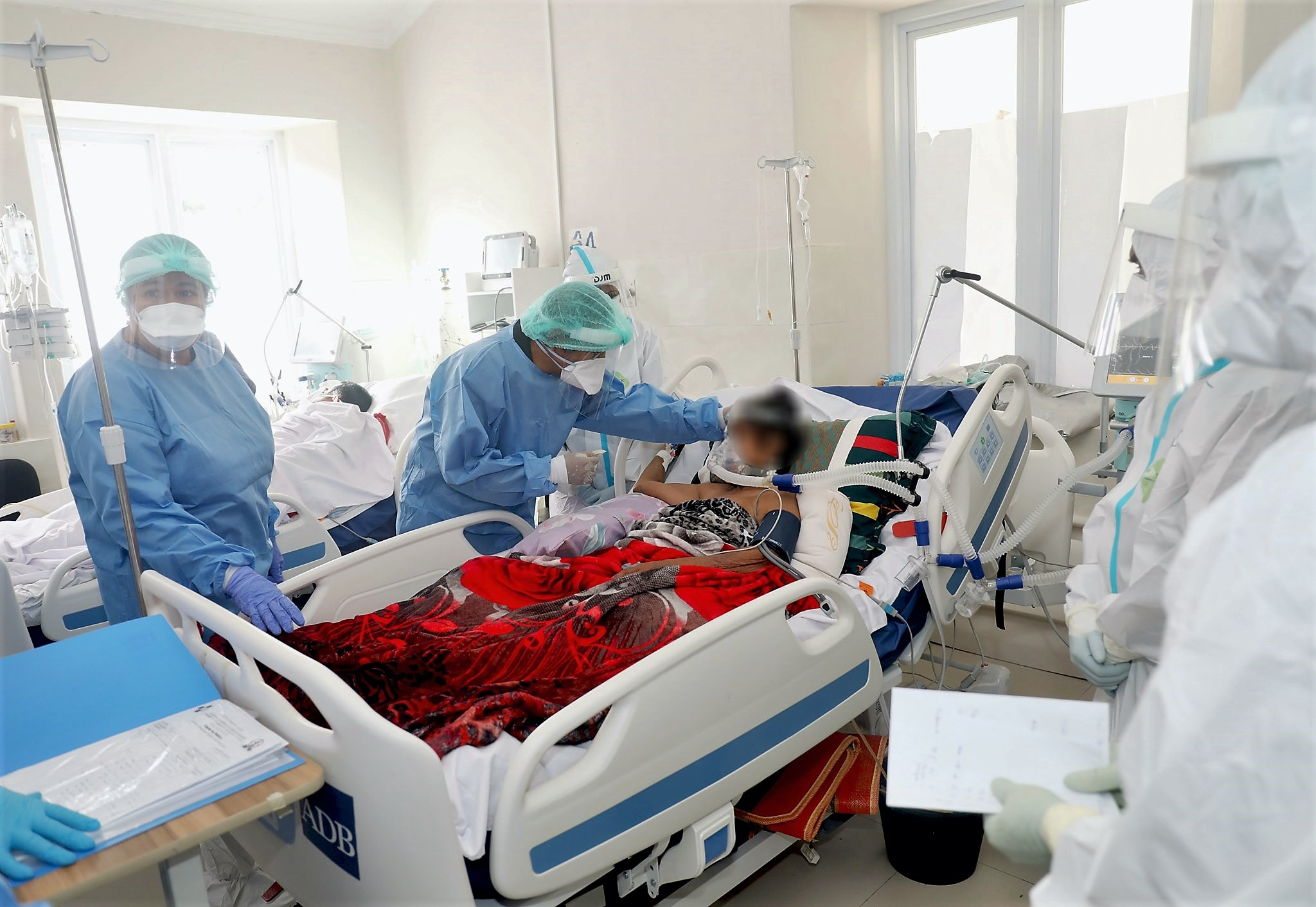
"Epiphany" presta uma homenagem aos profissionais de saúde e seus serviços altruístas durante a pandemia de COVID-19.

Melodicamente, "Epiphany" é um hino, exibindo os vocais reverentes e "angelicais" de Swift. Uma homenagem aos profissionais de saúde durante a pandemia de COVID-19, a letra descreve a devastação causada pela pandemia, ao mesmo tempo que considera médicos e enfermeiras como soldados nas praias, correlacionando seu sofrimento emocional ao seu avô veterano Dean na Batalha de Guadalcanal. No primeiro verso, Swift canta sobre Dean no campo de batalha de 1942, cuidando de um soldado sangrando. No segundo verso, ela muda para uma enfermaria médica de 2020 que tem pacientes respirando com dificuldade e enfermeiras atendendo pacientes vacilantes. Swift compara a pressão que ambos os grupos de trabalhadores suportam enquanto ajudam os pacientes e servem o seu país enquanto vivenciam traumas e testemunham a morte, e têm de se reconciliar com isso para continuarem a servir. A ponte e o outro também mencionam como os dois trabalhadores conseguem "apenas vinte minutos para dormir" e ainda assim sonham "com alguma epifania".

## Recepção crítica
"Epiphany" recebeu críticas geralmente positivas dos críticos musicais. Sarah Carson, revisando para I, considerou "Epiphany" uma faixa "espectral" que imortaliza a pandemia de COVID-19. Maura Johnston, da Entertainment Weekly, também a chamou de espectral, escrevendo que a canção é impulsionada pela "exploração de Swift dos mundos interiores dos outros", o que lhe permite "adquirir novas vozes". O escritor do The Atlantic, Spencer Kornhaber, apelidou os vocais de Swift na faixa de "feixe translúcido", com suas sílabas caindo "lentamente como cinzas". Ele acrescentou que uma música como "Epiphany" não deveria funcionar para "uma mulher de grande privilégio" como Swift, que conecta dois traumas que "não são dela", mas funciona porque ela "escreve com cuidado e empatia que sinto-me quase sacerdotal". Escrevendo para Slate, Carl Wilson resumiu "Epiphany" como uma "canção atual" "narrativamente impressionante" que começa com a imagem de "um exército atacando uma praia" e depois muda para uma moderna sala de cirurgia, onde " uma mulher os sinais vitais estão falhando quando alguém segura a mão dela através da proteção plástica"; Wilson acrescentou que Swift descreve essas cenas em "sílabas quentes e medidas", semelhantes à canção "This Woman's Work" (1989), da cantora britânica Kate Bush. Annie Zaleski, do The A.V. Club, escreveu que a composição de "Epiphany" ecoa o "trabalho glacial do piano" da musicista canadense Sarah McLachlan, enquanto Jon Caramanica do The New York Times a comparou a obras da cantora irlandesa Enya.

## Uso na mídia
"Epiphany" é tocada no primeiro episódio da segunda temporada da série de televisão estadunidense The Wilds.